# Janid
Janid (Ciudad de Nueva York, 15 de diciembre) es una cantante, compositora, actriz y estrella de reality estadounidense de origen puertorriqueña. Musicalmente, oscila entre el Latin Pop, R&B contemporáneo, y la música Electrónica. Nacida Janid Ortiz en la ciudad de Nueva York y criada en Puerto Rico, comenzó a ganar reconocimiento en el 2014 cuando lanzó su producción "La Magia" bajo el sello Handshake, de Sony Music Latin.
En el verano del 2015, subió a la fama cuando lanzó el sencillo "Penicilina" bajo el sello independiente Kalvo Music, con versiones en R&B contemporáneo producida por Kaydean, un remix en Reguetón por DJ Nelson junto a J Álvarez, una versión en Bachata junto a Optimo, y una versión en Salsa producida por Angel "Cucco" Peña junto a NG2. "Penicilina" alcanzó la posición Núm. 25 en los Tropical del Billboard Chart, Núm. 6 en Puerto Rico y Núm. 2 en República Dominicana.
La popularidad adquirida con "Penicilina" la llevó a tener su propio reality show en Mega TV, Janid: Atrediva. El primer episodio pautó el 6 de septiembre de 2015.

## Primeros años
Janid nació en una familia musical. Desde temprana edad tomó clases de ballet, canto y piano. Entonces se unió al coro de su escuela y luego se mudó a Carolina del Sur en donde se unió a un coro de Góspel. Apareció en varios jingles, identificaciones de estaciones de radio y comerciales de TV antes de comenzar a enfocarse en una carrera como cantante solista. 
Ha citado a Tina Turner, Donna Summer, Aretha Franklin,  Grace Jones, La Lupe, Sia Furler, Draco Rosa y Ednita Nazario como sus influencias musicales

## Carrera
Janid regresó a la ciudad de Nueva York en el 2005 y permaneció en Queens por varios años desarrollando su estilo. Mientras vivía en Nueva York lanzó varias producciones independientes que no lograron éxito comercial. Se presentó en varios sitios desde barras hasta el afamado Webster Hall y se presentó dos veces en el Desfile Nacional Puertorriqueño de Nueva York.
Janid ha colaborado con varios artista de renombre, incluyendo Frankie Cutlass, Michael Stuart y DJ Baron Lopez. También se presentó en el especial televisado de Arthur Hanlon, Encanto del Caribe, junto a Marc Anthony, Laura Pausini, Natalia Jiménez, Cheo Feliciano y Bernie Williams.

## Discografía
- La Magia (2014)

## Filmografía
| Año  | Título                             | Papel       | Notas            |
| ---- | ---------------------------------- | ----------- | ---------------- |
| 2005 | El Ultimo Caso del Detective Prado | Psta Sonora | Mini Serie       |
| 2015 | El Fondillo Maravilloso            | Misma       | Cortometraje     |
| 2015 | Janid: Atrediva                    | Misma       | Serie de Reality |